# Matt Lindblad
Matthew Maurice Lindblad (* 23. März 1990 in Evanston, Illinois) ist ein ehemaliger US-amerikanischer Eishockeyspieler und derzeitiger -scout, der während seiner aktiven Karriere zwischen 2008 und 2016 unter anderem vier Spiele für die Boston Bruins in der National Hockey League auf der Position des Centers bestritten hat. Darüber hinaus war er in der American Hockey League für die Providence Bruins und das Hartford Wolf Pack aktiv. Seit Beginn der Saison 2016/17 ist er als Scout bei seinem Ex-Team Boston Bruins angestellt.

## Karriere
Lindblad spielte während seiner Juniorenzeit in der United States Hockey League, zunächst von 2008 bis 2009 für die Chicago Steel und anschließend ein Jahr für die Sioux Falls Stampede. Im Sommer 2010 wechselte der Stürmer ans Dartmouth College, wo er neben seinem Studium drei Jahre lang für das Universitätsteam in der ECAC Hockey, einer Division im Spielbetrieb der National Collegiate Athletic Association spielte.
Ungedraftet wurde der Angreifer im Sommer 2013 von den Boston Bruins aus der National Hockey League verpflichtet, die ihn in den folgenden beiden Jahren bei den Providence Bruins, ihrem Farmteam in der American Hockey League, einsetzten. Im Verlauf der beiden Spieljahre 2013/14 und 2014/15 kam er jeweils auch zu zwei Einsätzen für Boston in der NHL. Als Free Agent – sein Vertrag war ausgelaufen und nicht verlängert worden – wechselte er im Juli 2015 zu den New York Rangers. Aufgrund einer Rückenverletzung, die er in der Vorbereitung erlitten hatte, bestritt er lediglich acht Spiele für das Farmteam Hartford Wolf Pack in der AHL und beendete nach Auslauf des Einjahres-Vertrags im Sommer 2016 seine aktive Karriere im Alter von 26 Jahren.
Mit Beginn der Saison 2016/17 wurde er von seinem Ex-Team Boston Bruins als Scout verpflichtet.

## Erfolge und Auszeichnungen
- 2010 USHL All-Star Game
- 2013 All-Ivy League Second Team

## Karrierestatistik
(Legende zur Spielerstatistik: Sp oder GP = absolvierte Spiele; T oder G = erzielte Tore; V oder A = erzielte Assists; Pkt oder Pts = erzielte Scorerpunkte; SM oder PIM = erhaltene Strafminuten; +/− = Plus/Minus-Bilanz; PP = erzielte Überzahltore; SH = erzielte Unterzahltore; GW = erzielte Siegtore; 1 Play-downs/Relegation; Kursiv: Statistik nicht vollständig)